# Croton cliffordii
Croton cliffordii là một loài thực vật có hoa trong họ Đại kích. Loài này được Hutch. & E.A.Bruce mô tả khoa học đầu tiên năm 1941.